# QF 20磅炮
QF20磅炮（簡稱20磅炮）是一款英國于1948年研發的的 84 mm （3.307 inch） 火炮。它被用在百夫長坦克和御夫驅逐戰車上。它在其前輩QF 17磅炮身上作了提高，後來取代它的是L7線膛炮。
需要注意的是：名稱裡面的「20磅」指的是炮彈的重量，而非炮本身的重量。

## 研發
20磅炮的設計是以德國曾經用于二戰中的虎王坦克上的8.8厘米KwK 43炮為原型研發的。與其相似，20磅炮可以發射次口徑炮彈和帶帽穿甲弹（APCBC），身管長為66.7倍徑。發射帶帽穿甲彈（APCBC）時炮口初速度可以達到1020米/秒，能夠擊穿210mm的軋質裝甲。發射脫殼穿甲彈（APDS）時炮口初速度可以達到1465米/秒，并能擊穿300mm的軋製裝甲。 同時，還能發射榴散彈和高爆彈。
105mm L7 戰車炮于1954年以20磅炮為藍本研發。它重新設計了膛管。
這型火炮還被安裝在瑞士的Pz61主戰坦克上。

## 數據

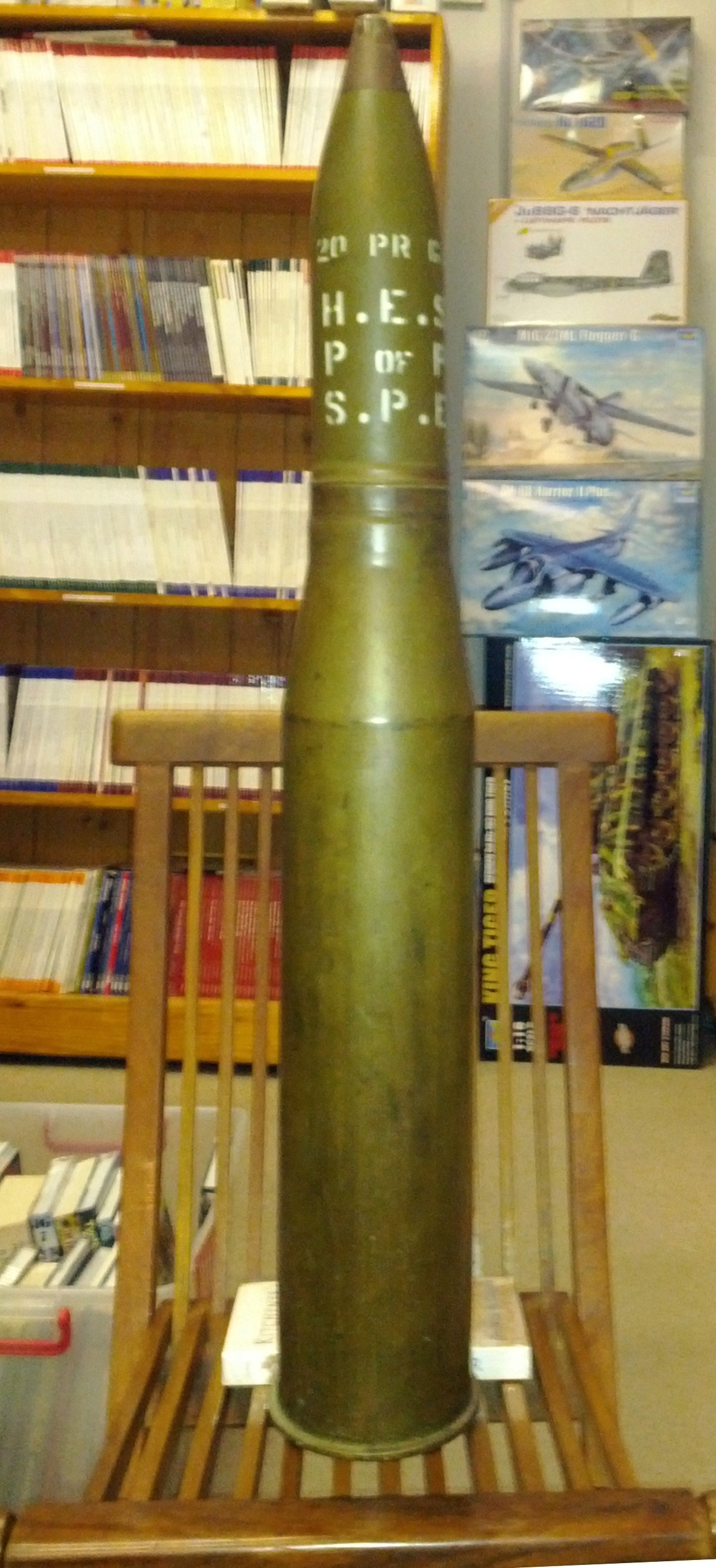
20磅炮用的HE彈

| 炮彈       | 炮口初速度 |
| ---------- | ---------- |
| 脫殼穿甲彈 | 4,700 ft/s |
| 高爆彈     | 1,975 ft/s |
| 密封罐彈   | 3,000 ft/s |
| 煙霧彈     | 825 ft/s   |

## 腳註
1. ↑  Pugh, p.34; 準確數值是83.4mm（3.283英寸）通常會記為"3.3 inch (84 mm)"
2. 1 2  Ogorkiewicz, p. 70.
3. ↑  British Anti-Tank Gunnery Data （页面存档备份，存于） at www.figuras.miniatures.de
4. ↑  Dunstan, p. 10,
5. ↑    - Ford, Roger. . Brown Packaging Books Ltd. 1997: 121. ISBN 1-897884-29-X.
6. ↑  Norman p12